# Hadzhera Avidzba
Hadzhera Avidzba (en ruso: Хаджера Авидзба; Sujumi, 24 de enero de 1917 – 20 de agosto de 1997) fue la primera pianista profesional de Abjasia. Además fue profesora e intérprete y directora de la Escuela Superior de Música de Leópolis entre 1951 y 1965.

## Biografía
Avidzba, junto con su hermana gemela Meri, nació el 24 de enero de 1917 en Sujumi.En 1930 se inauguró una nueva Escuela Técnica Musical en Sujumi. Uno de sus primeros graduados en 1934 fue Avidzba, que se especializó en piano. Después de su graduación, comenzó su carrera como profesora de piano trabajando allí, convirtiéndose en la primera pianista profesional de Abjasia.
Durante la Gran Guerra Patria, actuó en hospitales para soldados heridos. Continuó enseñando mientras continuaba con su trabajo de guerra hasta 1946, cuando se trasladó a Leópolis para enseñar en el conservatorio de esa ciudad. De 1951 a 1965 fue directora de la Escuela Superior de Música de Leópolis, período tras el cual continuó enseñando allí. Fue una figura destacada en la formación y desarrollo de la cultura musical abjasia.
Actuó en conciertos como solista durante muchos años; su repertorio incluía obras de Mozart, Schumann, Rajmáninov, Prokófiev y otros compositores de fama mundial. Falleció el 20 de agosto de 1997.